# D 010 (Türkei)
Die auch als Schwarzmeer-Küstenstraße bekannte Straße D 010 (Devlet yolu 010) ist eine 1427 km lange Straße in der Türkei. Sie ist (neben der der D 100, der D 200, der D 300 und der D 400) eine der großen West-Ost-Achsen dieses Lands. Von Samsun bis Hopa ist sie Teil der Europastraße 70 und zwischen Ölçek und Çıldır(Provinz Kars) der Europastraße 691. Östlich von Samsun ist sie Teil des Asian Highway 5.
Der Bau der Straße wird für wiederholte Überschwemmungsschäden verantwortlich gemacht, weil die Straße wiederholt den Wasserabfluss blockierte.

## Verlauf

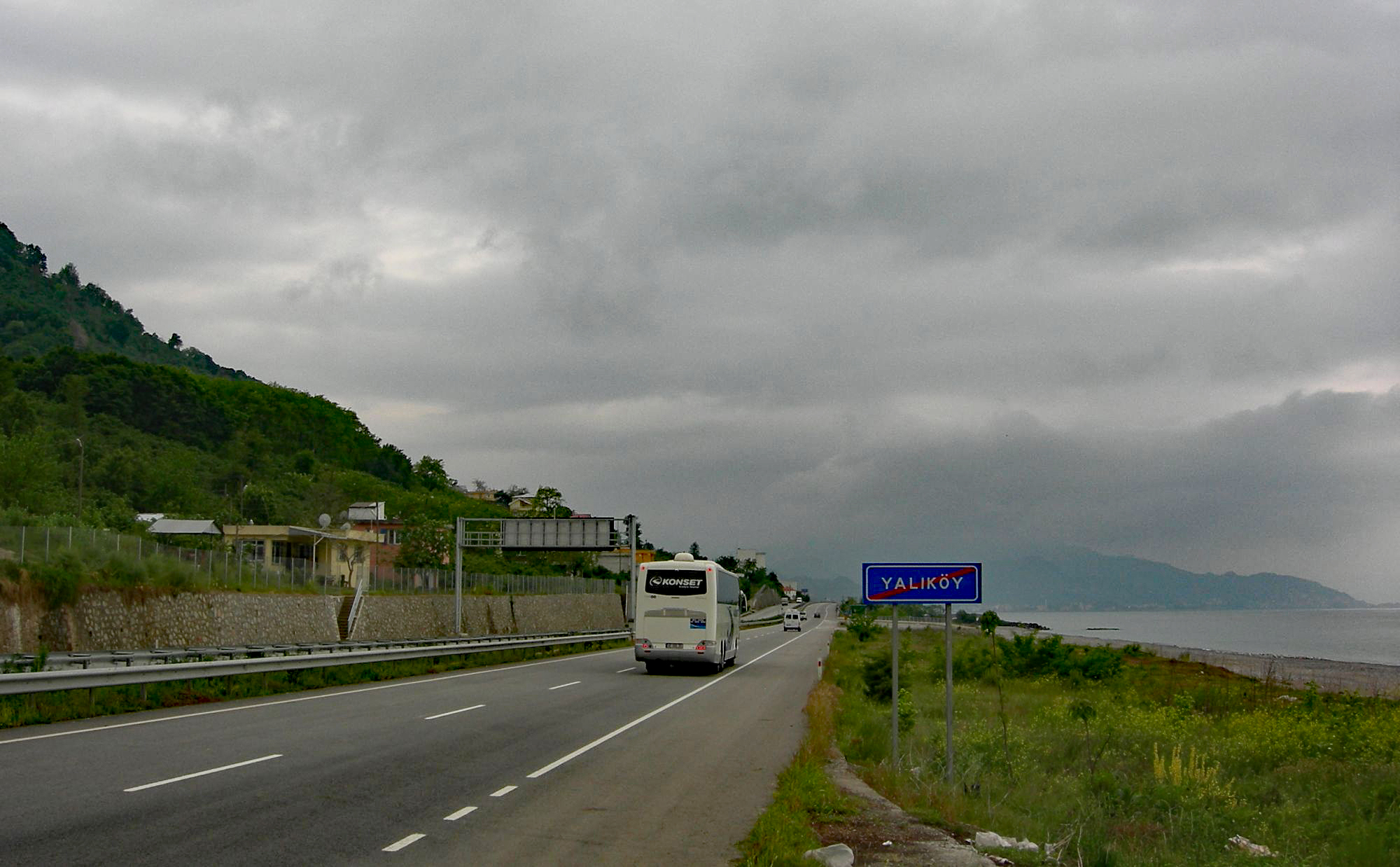
Die Straße bei Yaliköy (Tirebolu) (2009)

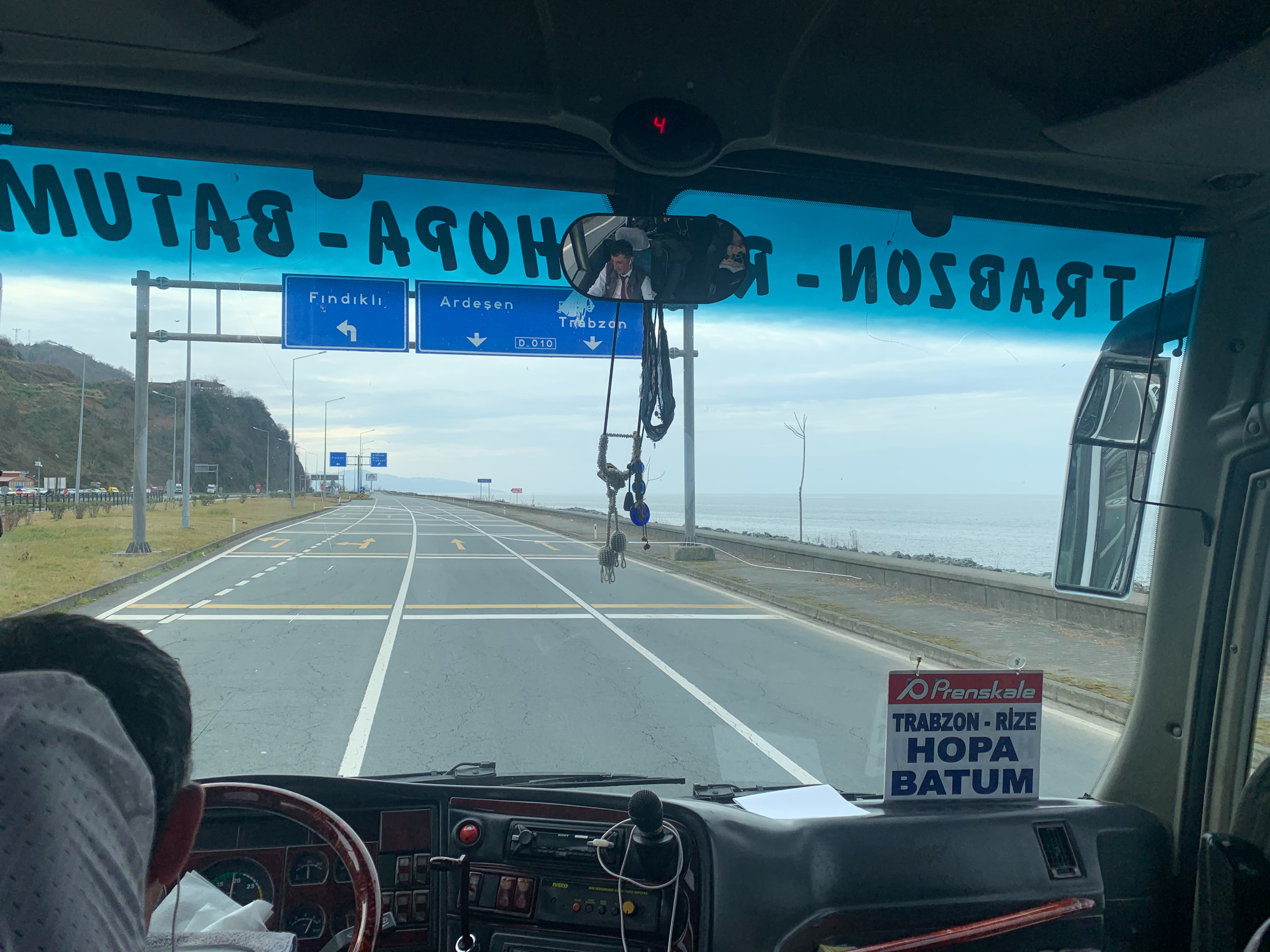
Die Straße bei Fındıklı aus dem Omnibus gesehen

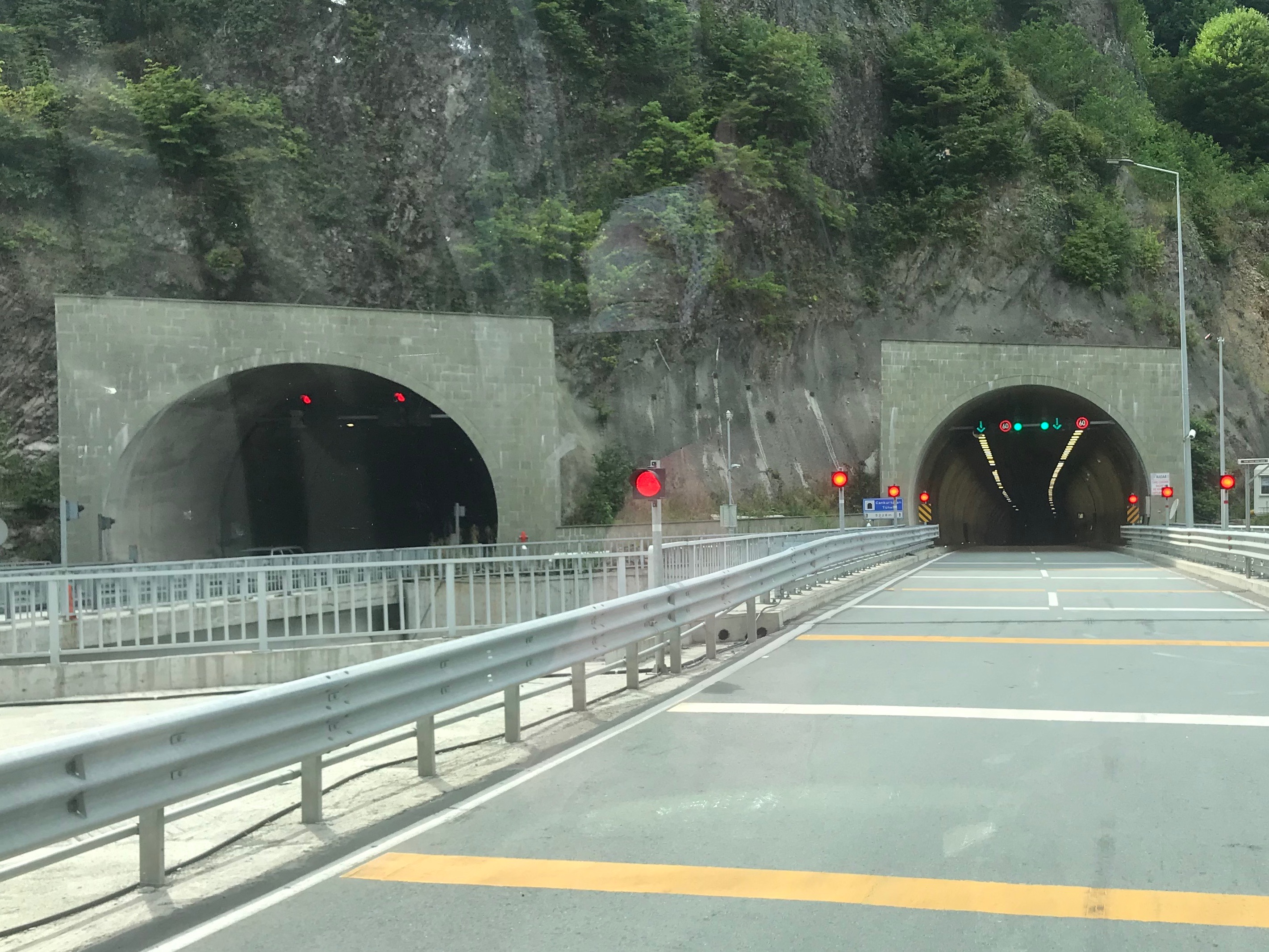
Cankurtaran-Tunnel

Die Straße beginnt im Westen bei Karasu in Fortsetzung der Straße D 014 bei der Einmündung der von Adapazarı kommenden Straße D 650 nahe der Mündung des Flusses Sakarya Nehri in das Schwarze Meer. Sie führt entlang der Küste über Akçakoca und Ereğli nach Zonguldak. Von dort verläuft sie die Küste entlang nach Hisarönü (Filyos), folgt dem Filyos Çayı in das Binnenland und erreicht die Provinzhauptstadt Bartın. Von dort wendet sie sich wieder der Küste zu, die in Amasra erreicht wird. In Küstennähe führt sie weiter nach Osten durch Kurucaşile und die Küste entlang über Cide, Doğanyurt, İnebolu nach Türkeli. Kurz darauf ist die Straße bis zum Kap Usta Burun unterbrochen (Umfahrungsmöglichkeit im Hinterland). Die D 010 führt weiter über Ayancık nach der zum Teil auf einer ins Meer vorspringenden Halbinsel gelegenen Provinzhauptstadt Sinop. Die Straße verläuft weiter weitgehend der Küstenlinie folgend nach Südsüdosten, verlässt in Yakakent das Meer und führt nach Bafra und von dort wieder zur Küste, die bei dem Ort 19 Mayıs erreicht wird. Von dort führt sie die Küste entlang nach Samsun.
Weiter verläuft die Europastraße 70 nach Osten mit ihr. Die D 010 führt küstenfern über Çarşamba und Terme, hinter dem die Küste wieder erreicht wird, und folgt diese über Ünye, Fatsa und im Binnenland nach Ordu. Von dort folgt sie der Küstenlinie nach Giresun und über Tirebolu nach Trabzon. Sie folgt weiter der Küste über die Provinzhauptstadt Rize, Ardeşen, Fındıklı und Arhavi nach Hopa. Von hier führt ein Ast der Straße an der Küste entlang zur Grenze nach Georgien bei Sarp/Sarpi, wo sie in die S2 (Georgien) übergeht, während der andere den Weg in das Binnenland nimmt, den Pass Cankurtaran Geçidi in dem 5228 m langen Tunnel Cankurtaran Tüneli unterfährt, die Stadt Borçka erreicht und dem aufgestauten Fluss Coruh nach der Provinzhauptstadt Artvin aufwärts folgt. Weiter führt die Straße über Şavşat und den Pass Cam Geçidi (2470 m) zur Provinzhauptstadt Ardahan und weiter nach Çıldır und östlich um den See Çıldır Gölü in Richtung Kars bis Yolboyu, Susuz, wo sie auf die Straße D 060 trifft.